# Asył Ajtakyn
Asył Nurmuchanbetuły Ajtakyn (kaz. Асыл Нурмуханбетұлы Айтақын; ur. 19 czerwca 1999) – kazachski zapaśnik walczący w stylu wolnym. Zajął czternaste miejsce na mistrzostwach świata w 2022 roku.
Srebrny medalista mistrzostw Azji w 2024. Trzeci na MŚ U-23 w 2021 i 2022 roku.